# Косыгина Гора
Косыгина Гора — деревня в Порховском районе Псковской области. Входит в состав сельского поселения «Славковская волость».
Расположена на юге района, в 44 км к юго-западу от райцентра Порхова.
Численность населения деревни на 2000 год составляла 12 жителей.